# آنتونیوی زیبا

کلودیا کاردیناله و مارچلو ماسترویانی در صحنه‌ای از فیلم

 آنتونیوی زیبا (انگلیسی: Il bell'Antonio) فیلمی در ژانر درام به کارگردانی مائورو بولونینی است که در سال ۱۹۶۰ منتشر شد. فیلمنامه ای کار براساس رمانی از ویتالیانو برانکاتی توسط پیر پائولو پازولینی و ویتالیانو برانکاتی نوشته شده‌است. این فیلم توانست جایزه پلنگ طلایی جشنواره فیلم لوکارنو را از آن خود کند.

## داستان
آنتونیو نزد خانواده‌اش به سیسیل بازمی‌گردد و به اصرار پدرش با دختری زیبا ازدواج می‌کند و علی‌رغم شهرتش همه می‌فهمند که او در اجرای برخی از کارهایش ناتوان است…

## بازیگران
- مارچلو ماسترویانی در نقش آنتونیو ماگنانو
- کلودیا کاردیناله در نقش باربارا پگولیس
- پیر براسور در نقش آلفیو ماگنانو
- رینا مورلی در نقش روزاریا ماگنانو
- توماس میلیان در نقش ادواردو
- گویدو چلانو در نقش کالدرانو
- فولویا مامی در نقش اِلنا
- یوله فیرو در نقش ماریوچا